# Skidoo (jeu vidéo)
Pour les articles homonymes, voir Skidoo.
Skidoo est un jeu vidéo de course développé par Coktel Vision et édité Tomahawk. Il est sorti en 1989 sur DOS, Amiga et Atari ST.

## Accueil
- Amiga Joker : 69 % (Amiga)[1]
- Aktueller Software Markt : 5/12 (Atari ST)[2]